# James Seay
Pour les articles homonymes, voir Seay.
James Seay (né le 9 septembre 1914 à Pasadena et mort le 10 octobre 1992  à Laguna Beach (Californie)) est un acteur américain. 

## Filmographie partielle
- 1940 : Le Fils de Monte-Cristo (The Son of Monte Cristo) de Rowland V. Lee
- 1940 : Les Tuniques écarlates (North West Mounted Police) de Cecil B. DeMille
- 1941 : Espions volants (Limehouse Blues) de Frank McDonald
- 1941 : Power Dive de James Patrick Hogan
- 1941 : Le Visage derrière le masque (The Face Behind the Mask) de Robert Florey
- 1947 : Le Miracle de la 34e rue (Miracle on 34th Street) de George Seaton
- 1947 : Le Secret derrière la porte (Secret Beyond the Door) de Fritz Lang
- 1947 : La Brigade du suicide (T-Men) d'Anthony Mann
- 1948 : Tous les maris mentent (An Innocent Affair) de Lloyd Bacon
- 1949 : Le Mustang noir (Red Canyon) de George Sherman
- 1950 : Midi, gare centrale (Union Station) de Rudolph Maté
- 1951 : Close to My Heart de William Keighley
- 1954 : Le Trésor du Capitaine Kidd (Captain Kidd and the Slave Girl) de Lew Landers
- 1955 : En quatrième vitesse (Kiss Me Deadly) de Robert Aldrich
- 1955 : L'Homme du Kentucky (The Kentuckian) de Burt Lancaster
- 1957 : Le Début de la fin (Beginning of the End) de Bert I. Gordon